# الحجرية (محافظة الحناكية)
مركز الحجرية يقع محافظة الحناكية في منطقة المدينة المنورة ويقع شرق المدينة المنورة بمسافة 90 كم.

## التاريخ
مركز الحجرية تعرف الحجرية بتاريخها القديم والمعاصر في زراعة النخيل وجني التمور وموقعها الجغرافي الذي يختلف عن باقي القرى المجاورة لها، وأرضه خصبة صالحة للزراعة ويزرع فيها الليمون واحواض البرسيم والنخيل وغيرها ويوجد بها أبار ارتوازيه .

## السكان
يبلغ  عدد سكان مركز الحجرية 2.500 نسمة.

## الموقع الجغرافي
تقع شرق منطقة المدينة المنورة بحوالي 90 كم.
وهي تابعة لمحافظة الحناكية وتبعد عنها 190 كم وتبعد عن محافظة مهد الذهب 110 كم

## المناخ
تتميز المدينة المنورة وضواحيها مناخ جاف، إذ يسود بها المناخ الصحراوي، والذي يتميز بالجفاف وقلة سقوط الأمطار، و درجات الحرارة عالية تتراوح بين 30° و45° مئوية في فصل الصيف ،[55] أما في فصل الشتاء فيكون الجو ممطراً، ويكثر هطول المطر